# 서울강일초등학교
서울강일초등학교(서울江一初等學校)는 대한민국 서울특별시 강동구 강일동에 위치한 공립 초등학교이다.

## 학교연혁
- 1993년 7월 20일: 서울하일국민학교 설립인가
- 1994년 2월 22일: 분리학생 587명 인수
- 1994년 3월 2일: 94학년도 시업식(17학급편성)
- 1994년 4월 15일: 개교식 거행
- 1996년 3월 1일: 서울하일초등학교로 교명 변경
- 1999년 3월 1일: 서울강일초등학교로 교명 변경
- 2005년 5월 26일: 서울강일초등학교 설립 공사 착공
- 2006년 8월 19일 : 서울강일초등학교 설립 준공(완성학급 38학급)
- 2006년 9월 1일: 822명 전입, 36학급 편성
- 2009년 9월 22일: 남자 핸드볼 창단
- 2011년 12월 19일: 서울형 혁신학교 및 자율학교 지정
- 2016년 3월 1일: 서울형 혁신학교 재지정
- 2019년 2월 19일: 제 21회 졸업

## 참고 자료
- 서울강일초등학교 - 한국교육학술정보원 학교알리미